# ゲルハルト・ヘッツェル
ゲルハルト・ヘッツェル（Gerhart Hetzel、1940年4月24日 ヴルバス - 1992年7月29日 ザルツブルク）は、ユーゴスラビアで生まれ、ドイツやオーストリアで活動したヴァイオリニスト。ウィーン・フィルハーモニー管弦楽団の第1コンサートマスターを務めた。

## 略歴
ユーゴスラビア王国（現セルビア領内）にて、ハンガリー人の父とルーマニア人の母の間に生まれ、5歳でヴァイオリンをはじめた。
1952年からスイスのルツェルンで、ウィーン・フィルハーモニー管弦楽団の第1コンサートマスターであったヴォルフガング・シュナイダーハンに師事した。1956年にはシュナイダーハンらと共にルツェルン祝祭弦楽合奏団を結成した。
1963年のミュンヘン国際コンクールで入賞し、1964年から1968年までベルリン放送交響楽団（現在のベルリン・ドイツ交響楽団）のコンサートマスターを務めた。
1968年からミュンヘン音楽大学の教授を務める。
1969年、カール・ベームの推挙によって、ウィーン国立歌劇場およびウィーン・フィルハーモニー管弦楽団のコンサートマスターとなる。ウィーン国立音楽アカデミー出身者ではないが、シュナイダーハンの直弟子であるため、全員一致による就任であった。1972年からはヴィリー・ボスコフスキーのあとを受けて、第1コンサートマスターとなった。
1986年、シュナイダーハンの後任としてウィーン国立音楽アカデミーの教授に就任する。
1992年、ザルツブルク近郊ザンクト・ギルゲンで登山中に海抜900m地点から転落し、全身打撲のため搬送先の病院で死去した。岩に手をかければ助からないこともなかったというが、楽器奏者として大切な手をかばった結果、死に至る傷を負ってしまったと伝えられている。

## 人物
音楽家評論家のクリスチャン・メルランはヘッツェルの人となりについて「飾り気がなく、控えめに振舞う苦行者のようでありながら笑顔を絶やさず、名高いコンサートであろうが、定期公演のマチネーであろうが、変わることなく情熱的に取り組み、自分の仕事に全身全霊を打ち込んだ。楽団員全員とすべての指揮者から尊敬されるような、まさに聖職者であった」と述べている。

## 評価
「ウィーン・フィルの歴代コンサートマスターの中でも、ゲルハルト・ヘッツェルほどこのポストにふさわしい人物はいなかった」とまで評された音楽家であり、それゆえに後任の選定試験は一度では終わらず、何度も続けられた。
指揮者のヘルベルト・フォン・カラヤンは「ウィーン・フィルハーモニー管弦楽団の首席奏者にヘッツェルという人物がいるが、評価できる人物だ。彼はいつでも私に注目しており、自分の楽譜を見ていないのではないかと不安になってしまう。もっとも、彼の楽譜はすでに頭の中にあるのだろう」と述べており、同じく指揮者で、ヘッツェルにとって最後となってしまったコンサートを指揮したリッカルド・ムーティは「彼は座ってはいなかった。むしろ飛んでいるようだった。指揮者が気にいると、もう目を離さない。演奏しながらこちらを見る目つきを、私は生涯忘れないだろう」と述べている。

## ソリスト・室内楽奏者としての主なレコーディング
- バッハ　無伴奏ヴァイオリンのためのソナタ第2番（DGG）…未CD化
- バッハ　フルート、ヴァイオリンとチェンバロのための三重協奏曲（DGG）
- シューベルト　ピアノ五重奏曲《ます》（DGG）
- ブラームス　ヴァイオリン・ソナタ全曲（EXTON）
- バルトーク　ヴァイオリン協奏曲第1番・第2番（Nimbus）
- ベートーヴェン　ミサ・ソレムニス（独奏ヴァイオリン/DGG）ベーム指揮ウィーン・フィル（以下同じ）
- マーラー　交響曲第4番（独奏ヴァイオリン/DGG）アバド指揮
- リヒャルト・シュトラウス　交響詩「英雄の生涯」（独奏ヴァイオリン/DGG）ベーム指揮
- リヒャルト・シュトラウス　交響詩「ツァラトゥストラはこう語った」（独奏ヴァイオリン/TELARC) プレヴィン指揮
- ウィーン室内合奏団としての録音など。